# Telescopio de Green Bank
El Telescopio Robert C. Byrd de Green Bank (GBT), ubicado en Green Bank (Virginia Occidental, EE. UU.), es el radiotelescopio totalmente dirigible más grande del mundo. El sitio de Green Bank fue parte del Observatorio Nacional de Radioastronomía (NRAO) hasta el 30 de septiembre de 2016. Desde el 1 de octubre de 2016, el telescopio ha sido operado por el recién creado Green Bank Observatory. El telescopio honra el nombre del difunto senador Robert C. Byrd, que representó a Virginia Occidental y que impulsó la financiación del telescopio a través del Congreso.
El telescopio de Green Bank opera con longitudes de onda de un metro a milímetro. Su área de recolección de 100 metros de diámetro, apertura sin bloqueo y buena precisión superficial proporcionan una excelente sensibilidad a través del rango completo del telescopio de 0.1-116 GHz. El GBT es completamente orientable, y el 85 % de la esfera celestial entera es accesible. Se utiliza para astronomía alrededor de 6500 horas cada año, con 2000-3000 horas por año va a la ciencia de alta frecuencia. Parte de la fuerza científica del GBT es su flexibilidad y facilidad de uso, lo que permite una respuesta rápida a las nuevas ideas científicas. Está programado dinámicamente para que coincida con las necesidades del proyecto con el tiempo disponible. El GBT también se reconfigura fácilmente con hardware nuevo y experimental. La capacidad de cartografía de alta sensibilidad del GBT lo convierte en un complemento necesario de la matriz de milímetros grandes de Atacama, de la matriz muy grande expandida, de la matriz de línea de base muy larga y de otros interferómetros de alta resolución angular. Las instalaciones del Observatorio del Banco Verde también se utilizan para otras investigaciones científicas, para muchos programas en educación y difusión pública, y para la formación de estudiantes y maestros.
El telescopio comenzó operaciones regulares de la ciencia en 2001, haciéndole una de las instalaciones astronómicas más nuevas de la fundación nacional de la ciencia de los EE. UU. Fue construido después del colapso de un telescopio anterior en Green Bank, un paraboloide de 90,44 m erigido en 1962. El telescopio anterior se derrumbó el 15 de noviembre de 1988 debido a la pérdida repentina de una placa de refuerzo en el conjunto de viga de caja, que era un componente clave para la integridad estructural del telescopio.

## Ubicación

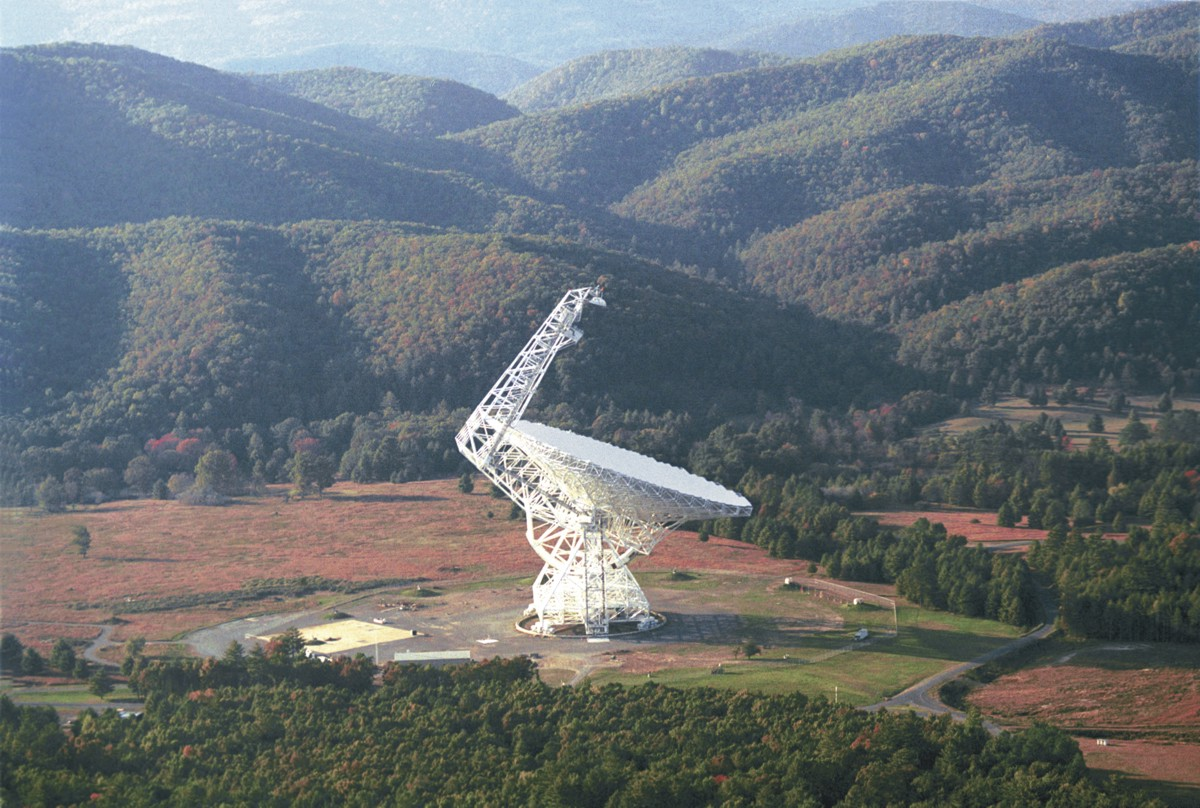
El telescopio de radio Robert C. Byrd de Green Bank (GBT) tiene un área recolectora de 2,3 acres (0,93 hectáreas) que concentra las ondas de radio que caen sobre ella en receptores sensibles en la parte superior del brazo unido al lado.

El telescopio se encuentra cerca del corazón de la Zona de Radio Nacional de los Estados Unidos, un área única ubicada en la ciudad de Green Bank, Virginia Occidental, donde las autoridades limitan todas las transmisiones de radio para evitar las emisiones hacia el GBT y la Estación Sugar Grove. La ubicación del telescopio dentro de la zona de radio silenciosa permite la detección de débiles señales de radiofrecuencia que las señales artificiales podrían de otra manera eclipsar. El observatorio bordea las tierras forestales nacionales, y las montañas de Allegheny lo protegen de alguna interferencia de radio.

## Relación con Breakthrough Escuchar
El telescopio buscará señales de radio, posiblemente emitidas por extraterrestres, en el rango de 1-10 GHz, una llamada "zona tranquila" ininterrumpida por fuentes artificiales o naturales. Esta inmensa empresa es para el altamente financiado Breakthrough Escuchar .